# Screamers (2006)
Screamers é um documentário criado em 2006 dirigido por Carla Garapedian. O filme fala sobre os genocídios que ocorreram nos tempos modernos, tais como o Holocausto, o genocídio de Ruanda, e especialmente o genocídio armênio, conta com a participação especial da banda System of a Down contendo entrevistas, e apresentações ao vivo que haviam sido gravadas durante um show chamado Souls (um show beneficente do SOAD em homenagem às vítimas do genocídio armênio) no qual apresentou músicas famosas que ficaram conhecidas por protestar contra o genocídio armênio, tais como: X, Chop Suey!, P.L.U.C.K., B.Y.O.B., entre outras, o documentário conta ainda com a participação do avô de Serj Tankian (Stepan Haytayan) que foi um sobrevivente do genocídio armênio, assim como Maritza Ohanesian, uma sobrevivente de 100 anos, entre outros sobreviventes, participa também a ativista dos direitos humanos, jornalista, e a professora Samantha Power. Screamers fala também sobre a negação do genocídio na Turquia nos dias de hoje, e da tendência de neutralidade que os Estados Unidos mantém para o ocorrido.

## Contribuintes
(Em ordem de aparição)
- Samantha Power, Professora da Universidade de Harvard, Pulitzer autora premiada, "A Problem from Hell: America and the Age of Genocide"
- Serj Tankian, Vocalista, System of a Down
- John Dolmayan, Baterista, System of a Down
- Daron Malakian, Guitarrista, System of a Down
- Shavo Odadjian, Baixista, System of a Down
- Aram Hamparian, Armenian National Committee
- Stepan Haytayan, Avô de Serj Tankian, sobrevivente de 96 anos de idade
- Maritza Ohanesian, Sobrevivente de 100 anos de idade
- Michael Hagopian, Cineasta, "Voices from the Lake", "Germany and the Secret Genocide", "The Forgotten Genocide"
- Verjin Mempreian, Sobrevivente de 96 anos de idade
- Greg Topalian, Faculdade Freeman, UK
- Henry Morgenthau III, Neto de Henry Morgenthau, Embaixador dos Estados Unidos na Turquia
- Lord Shannon, Câmara dos Lordes
- Lord Avebury, Câmara dos Lordes
- Baronesa Cox, Vice-presidente da câmara dos Lordes
- Charles Tannock, MEP, Parlamento dos Conservadores Europeus
- Tom Tsvann, Professor do Centro de estudos do Holocausto e Genocídio de Amsterdam
- Peter Galbraith, Ex-funcionário do senado americano
- Vartkes Yeghiayan, "The Case of Soghomon Tehlirian" Autor
- Sibel Edmonds, Ex-tradutora do FBI
- Taner Akçam, Historiador turco
- Hrant Dink, Editor-chefe do jornal Turco-Armênio Agos, Istanbul
- Appo Jabarian, Editor, EUA vida armênia falando na conferência da UCLA
- Ara Sarafian, Instituto Gomidas
- Adam Schiff, Congressista americano
- Salih Booker, Ação para a África